# Šadrin
Šadrin je priimek več oseb:
- Dimitrij Nikolajevič Šadrin, sovjetski general
- Vladimir Šadrin, ruski hokejist